# Mimotemnosternus
Mimotemnosternus is een kevergeslacht uit de familie van de boktorren (Cerambycidae). De wetenschappelijke naam van het geslacht werd voor het eerst geldig gepubliceerd in 1949 door Breuning.

## Soorten
Mimotemnosternus omvat de volgende soorten:
- Mimotemnosternus denticollis (Pascoe, 1867)
- Mimotemnosternus rotundipennis Breuning, 1963